# Bowden (Scottish Borders)
Bowden ist eine Ortschaft im Zentrum der schottischen Council Area Scottish Borders beziehungsweise in der traditionellen Grafschaft Roxburghshire. Sie liegt rund drei Kilometer südlich von Melrose und acht Kilometer östlich von Selkirk am Bach Bowden Burn, der bei Newtown St Boswells in den Tweed mündet. Nördlich erheben sich die drei markanten erloschenen Vulkane der Eildon Hills.

## Geschichte
Im Jahre 1124 findet sich eine Erwähnung der Ortschaft als Bothenden. 1180 wurde ein Kirchengebäude am Standort beschrieben, welches der Abtei Kelso unterstellt war. Dieses wurde vermutlich zur Errichtung der heutigen Bowden Church, deren älteste Fragmente aus dem 15. Jahrhundert stammen, abgebrochen. Im Laufe des 16. Jahrhunderts ließen die Kers of Cessford, die später die Linie der Dukes of Roxburghe bilden sollten, dort eine Burg namens Holydean Castle errichten, die als Stammsitz der Dukes genutzt wurde. Vor 1793 wurde das Gebäude abgebrochen. In der Bowden Church befindet sich die Grablege der Dukes of Roxburghe.

## Verkehr
Bowden liegt an einer nach Newtown St Boswells führenden Nebenstraße. Wenige hundert Meter südlich verläuft die A699, die Selkirk mit Kelso verbindet. Im Osten ist innerhalb weniger Kilometer die A68, im Westen die A7 erreichbar.

## Persönlichkeiten
- Joyce Mansour (1928–1986), Dichterin
- Karen Parkin (* 1965), Managerin